# John Robinson (calciatore)
John Robert Campbell Robinson (Bulawayo, 29 agosto 1971) è un ex calciatore gallese, di ruolo centrocampista.

## Palmarès

### Club

#### Competizioni nazionali
- Campionato inglese di seconda divisione: 1

Charlton: 1999-2000